# Guido Linnekogel
Guido Linnekogel (* 1891; † 22. März 1924 in Kassel) war ein deutscher Pilot und Flugpionier.

## Leben
Guido Linnekogel war ein Rumpler-Werkspilot. Am 29. Mai 1913 gewann er mit einer Rumpler Taube in Berlin einen Höhenwettbewerb mit einer Flughöhe von 2750 m. Am 14. Oktober war er in einen Flugunfall verwickelt. Mit einem Fahrgast an Bord vom Flugplatz Johannisthal gestartet kollidierte er in einer Flughöhe von 30–40 m mit einer Albatros Taube des Piloten Leutnant Freindt. Alle drei involvierten Personen wurden verletzt. Linnekogel stellte mehrere Höhenrekorde auf. Am 12. Februar 1913 überbot er den bisherigen deutschen Höhenrekord mit Passagier in einer Flughöhe von 4300 m. Am 24. März 1914 gelang ihm von Johannisthal aus mit einer Flughöhe von 5500 m der Höhenweltrekord mit Fahrgast. Darauf folgte wenige Tage später am 31. März 1914 ein Rekordflug ohne Fahrgast mit einem Rumpler Militäreindecker Typ 1914 mit 100-PS-Mercedes-Motor über 6350 m. Schließlich folgte im Juli ein weiterer Höhenweltrekord. Er erreichte vom Flugplatz Johannisthal gestartet mit einer Rumpler eine Höhe von 6570 m. Nach dem Ersten Weltkrieg arbeitete er bei den Dietrich-Gobiet Flugzeugwerken. Nach einer sechsjährigen Flugpause wollte er im März 1924 wieder den Flugführerschein erwerben. Bei einem Probeflug vom Flugplatz Kassel-Waldau verunglückte er am 22. März 1924 und verstarb.